# Özlem Demirel-Böhlke

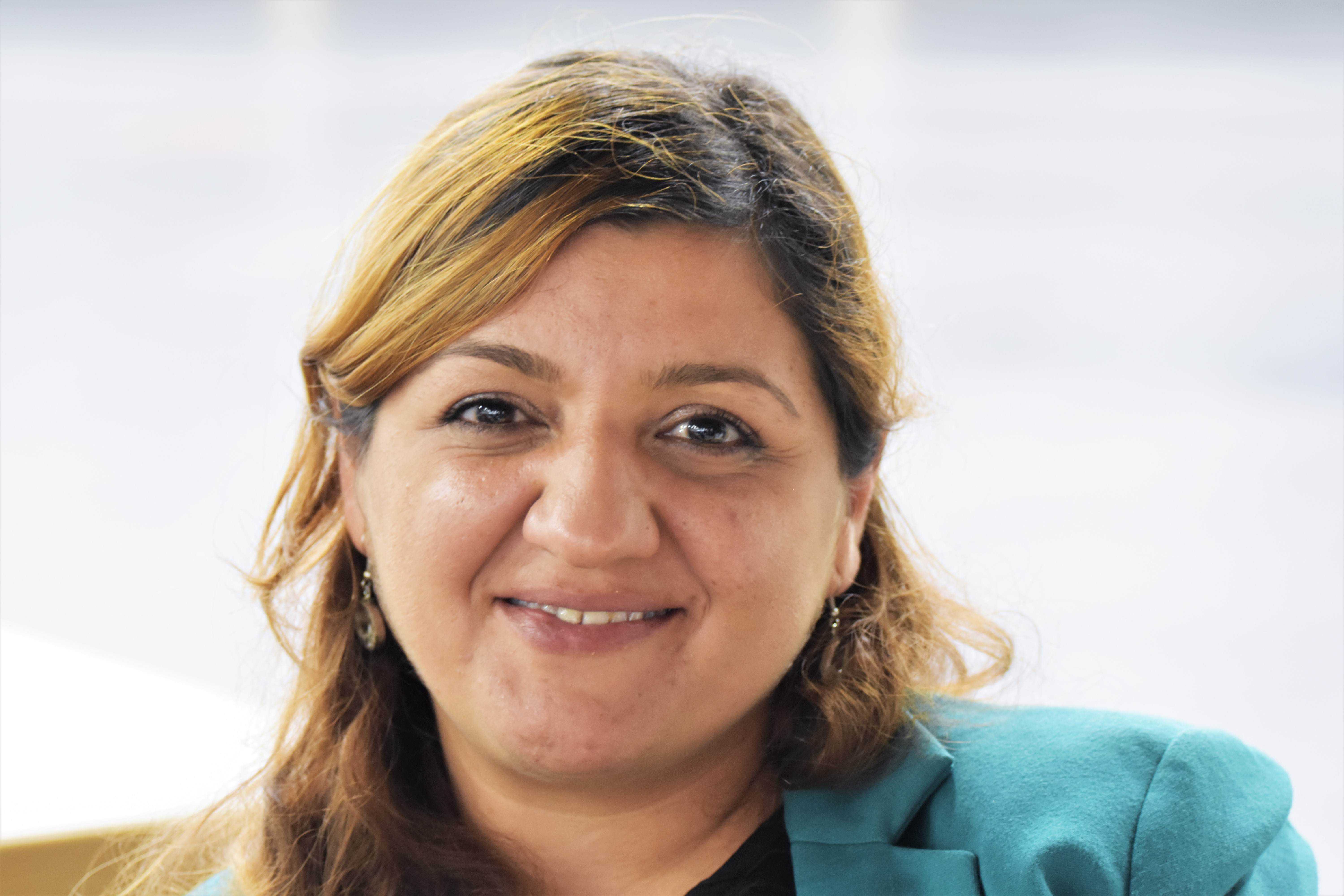
Özlem Demirel (2020)

Özlem Alev Demirel-Böhlke (* 10. März 1984 in Malatya, Türkei) ist eine deutsche Politikerin (Die Linke) kurdischer Abstammung. Demirel ist seit ihrer Jugend politisch aktiv und war unter anderem Mitglied im Rat der Stadt Köln (2004–2010) und im Landtag von Nordrhein-Westfalen (2010–2012). Seit der Europawahl 2019 ist sie Mitglied des Europäischen Parlaments. In der 10. Legislaturperiode (2024–2029) ist sie Sprecherin der dreiköpfigen Delegation ihrer Partei im Europäischen Parlament und Mitglied des Vorstandes der Fraktion Die Linke im Europäischen Parlament – GUE/NGL. 

## Leben
Als Kind kam Özlem Demirel mit ihrer Familie 1989 nach Deutschland. Nach ihrem Abitur absolvierte sie ein Studium der Politikwissenschaft, Komparatistik, Verfassungs-, Sozial- und Wirtschaftsgeschichte an der Universität Bonn mit Magister-Abschluss. Sie ist seit 2011 verheiratet und nahm 2022 formal den Doppelnamen Demirel-Böhlke an, tritt aber weiterhin unter ihrem Geburtsnamen auf. Özlem Demirel hat zwei Kinder und wohnt in Düsseldorf.

## Politik

### Politisches Engagement als Schülerin
Bereits als Schülerin engagierte sich Demirel politisch. Sie war von 1999 bis 2003 Vorstandsmitglied in der BezirksschülerInnenvertretung in Köln und von 2000 bis 2004 Mitglied im Landesvorstand der LandesschülerInnenvertretung Nordrhein-Westfalen. Von 2002 bis 2004 war sie außerdem Delegierte für den Bundesausschuss der Bundesschülerkonferenz. Im Rahmen dieser war Demirel 2001 und 2002 Mitorganisatorin der Schülerdemonstrationen gegen den Afghanistan- und Irakkrieg und 2002 gegen Studiengebühren. Özlem Demirel ist auch Mitglied in der Föderation Demokratischer Arbeitervereine (DIDF) für türkisch- und kurdischstämmige Arbeiter. Von 1999 bis 2004 war sie im Bundesvorstand der DIDF-Jugend.

### Einzug in den Rat der Stadt Köln

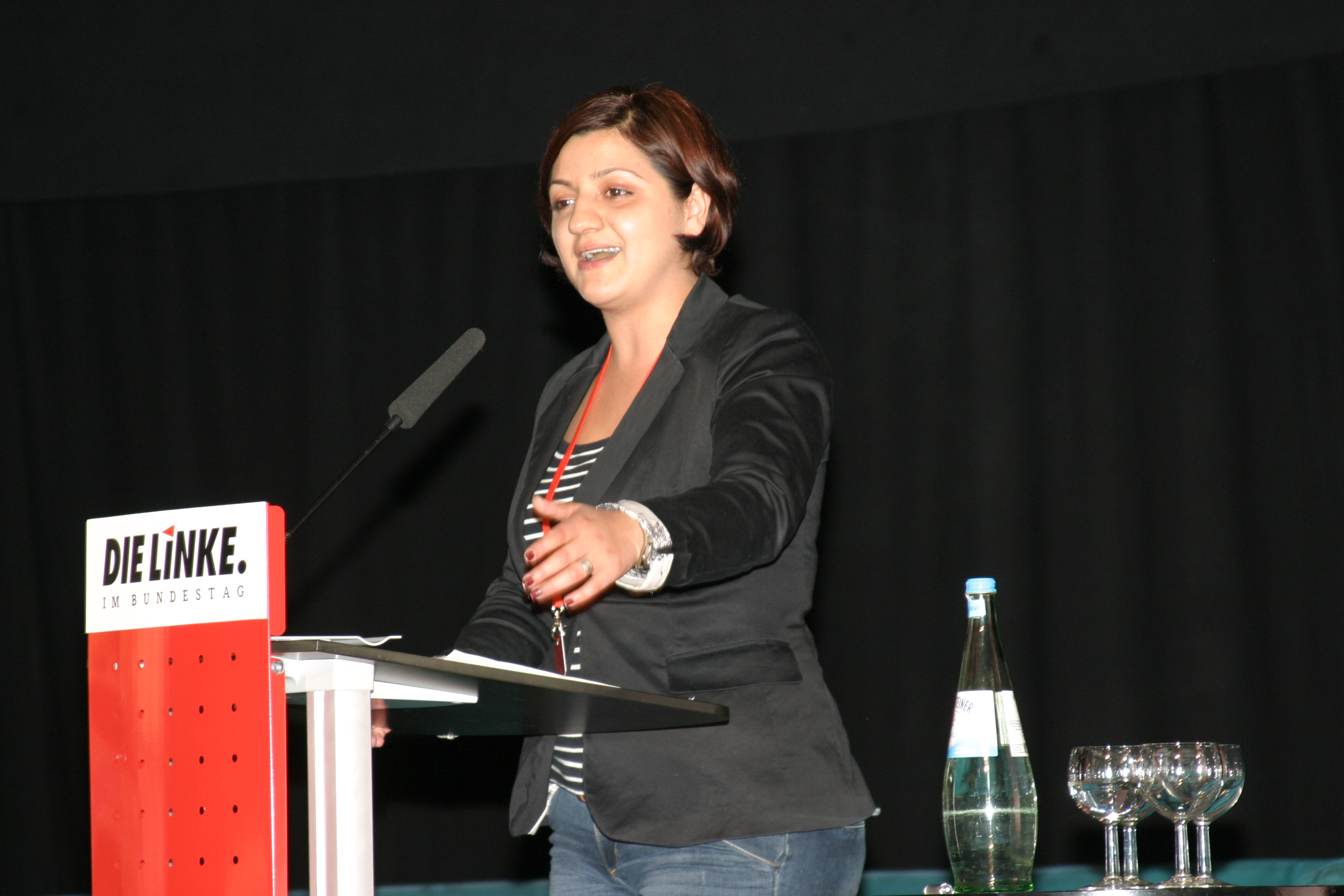
Özlem Demirel in der Linksfraktion des nordrhein-westfälischen Landtags (2011)

Von 2004 bis 2010 war Demirel als Mitglied der Linksfraktion ordentliches Mitglied des Rates der Stadt Köln. Dort arbeitete sie im Ausschuss Schule und Weiterbildung und war stellvertretend im Integrationsrat. Des Weiteren arbeitet Demirel im Koordinierungskreis der LAG Migration, Integration und Antirassismus, dem sie seit Februar 2009 angehörte. 2008 organisierte sie zudem Blockaden gegen den Anti-Islamisierungskongress von Pro NRW mit.

### Engagement auf landespolitischer Ebene
Bei der Landtagswahl in Nordrhein-Westfalen 2010 wurde sie über die Landesliste (Listenplatz 9) ihrer Partei in den nordrhein-westfälischen Landtag gewählt. Dort gehörte sie dem Ausschuss für Kommunalpolitik und dem Ausschuss für Wirtschaft, Mittelstand und Energie als ordentliches Mitglied an. Sie war Kommunalpolitische Sprecherin der Fraktion Die Linke im Landtag von Nordrhein-Westfalen. Weiterhin war sie Mitglied des Beirats für Wohnraumförderung der NRW Bank und Mitglied der Enquetekommission Wohnungswirtschaftlicher Wandel und neue Finanzinvestoren auf den Wohnungsmärkten in NRW.
Bis zum 7. Juni 2011 war sie darüber hinaus Mitglied im Ausschuss für Bauen, Wohnen und Verkehr sowie bau- und wohnungspolitische Sprecherin der Fraktion. Seit dem 7. Juni 2011 war Özlem Demirel Parlamentarische Geschäftsführerin der Fraktion. Damit war sie auch beratendes Mitglied im Ältestenrat. Bei der Landtagswahl am 13. Mai 2012 schied ihre Partei aus dem Landtag aus.
Von Sommer 2012 bis Frühjahr 2014 war Demirel Bundesvorsitzende der DIDF. Im Juni 2014 wurde sie gemeinsam mit Ralf Michalowsky zur Landessprecherin des NRW-Landesverbandes der Linken gewählt. Im Juni 2016 wurde sie – diesmal gemeinsam mit Christian Leye – als Landessprecherin wiedergewählt.
Im Dezember 2016 wurde sie auf Platz 1 der Reserveliste und damit – gemeinsam mit dem auf Platz 2 gewählten Christian Leye – zur Spitzenkandidatin für die Landtagswahl in Nordrhein-Westfalen 2017 gewählt. Unter ihrer Führung konnte die Linke ihre Stimmenzahl gegenüber der Wahl 2012 mehr als verdoppeln, scheiterte bei der Landtagswahl 2017 aber mit 4,9 % knapp an der Fünf-Prozent-Hürde und verpasste damit erneut den Einzug in den nordrhein-westfälischen Landtag.

### Mitglied des Europäischen Parlaments

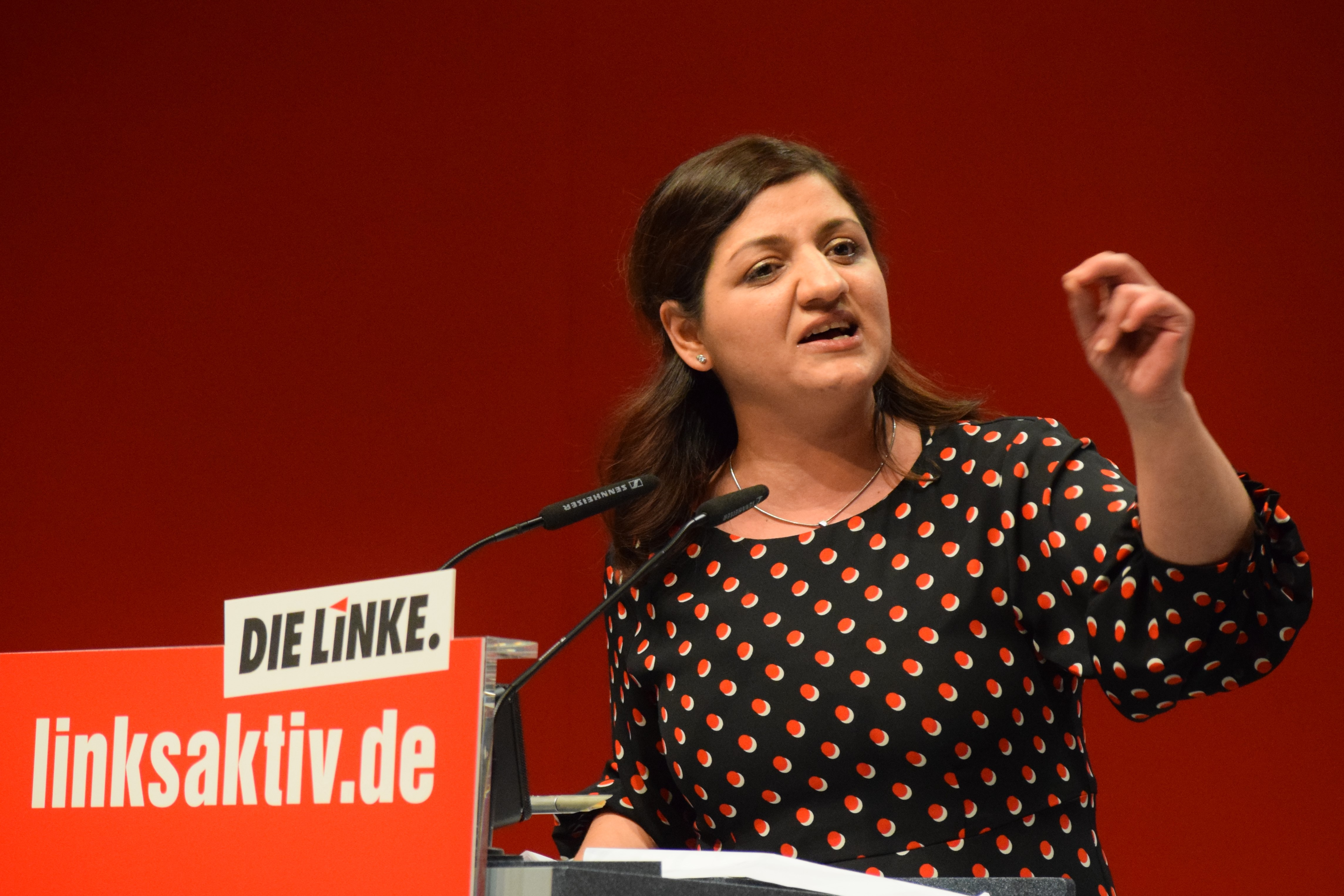
Demirel auf dem Bundesparteitag von Die Linke im Februar 2019, bei dem sie für den zweiten Listenplatz für die Europawahl 2019 nominiert wurde

Für die Europawahl in Deutschland 2019 nominierte Die Linke sie gemeinsam mit Martin Schirdewan zum Spitzenduo. Die Linke erreichte bei der Wahl 5,5 Prozent und errang damit fünf der 96 deutschen Mandate. Wie ihre Genossen  trat sie der Konföderalen Fraktion der Vereinten Europäischen Linken/Nordische Grüne Linke bei, seit 2020 Fraktion Die Linke im Europäischen Parlament – GUE/NGL. Für die Fraktion war sie Mitglied im Unterausschuss für Sicherheit und Verteidigung, zu dessen stellvertretender Vorsitzenden sie gewählt wurde, sowie im Ausschuss für Beschäftigung und soziale Angelegenheiten. Im Ausschuss für auswärtige Angelegenheiten war sie stellvertretendes Mitglied.
Zur Europawahl in Deutschland 2024 kandidierte Özlem Demirel auf Platz 3 der Liste der Partei Die Linke. Ihr Mandat konnte sie verteidigen, da ihre Partei bei der Wahl noch 2,7 Prozent der Stimmen und damit drei der 96 deutschen Mandate errang. Demirel ist in der 10. Legislaturperiode (2024–2029) Sprecherin der dreiköpfigen Delegation ihrer Partei im Europäischen Parlament, zu der neben ihr selbst ihr Fraktionsvorsitzender Martin Schirdewan und die parteilose Umweltpolitikerin Carola Rackete gehören, und Mitglied des Vorstandes der Fraktion Die Linke im Europäischen Parlament – GUE/NGL. Sie ist ferner Mitglied im Ausschuss für auswärtige Angelegenheiten und im Unterausschuss für Sicherheit und Verteidigung sowie stellvertretendes Mitglied im Ausschuss für Beschäftigung und soziale Angelegenheiten und im Ausschuss für bürgerliche Freiheiten, Justiz und Inneres. Sie ist zudem Mitglied der Delegation im Gemischten Parlamentarischen Ausschuss EU-Türkei und stellvertretendes Mitglied der Delegation für die Beziehungen zu Iran.

### Ukraine-Krieg

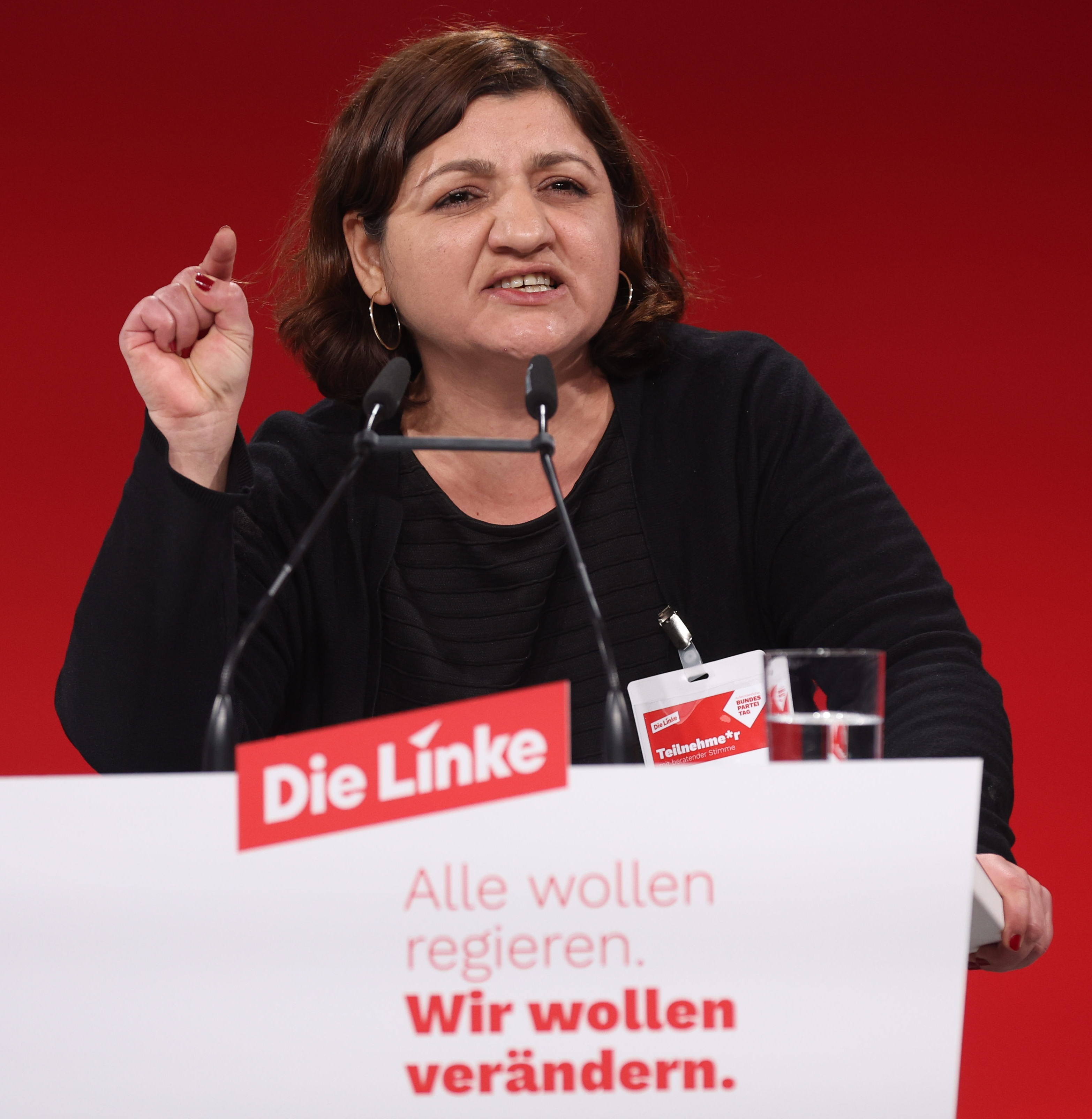
Demirel-Böhlke auf dem Außerordentlichen Parteitag der Linken im Januar 2025

Demirel hat an der Erklärung der Linke im Europaparlament mitgearbeitet, in der der russische Angriffskrieg auf die Ukraine „als eklatanter Bruch des Völkerrechts ohne Wenn und Aber“ bezeichnet wurde. Darüber hinaus hat Demirel einen eigenen Aufruf gegen Krieg und Aufrüstung ohne Wenn und Aber initiiert, in dem der russische Angriffskrieg ebenfalls verurteilt, aber gleichzeitig auch die NATO scharf kritisiert und die Erhöhungen im Bereich der Rüstung und Verteidigungshaushalte abgelehnt werden. Im Europaparlament lehnte Demirel diverse Resolutionen mit Blick auf die EU/Ukraine-Politik ab. Sie stimmte in der Einzelabstimmung für jene Passagen einer EU-Resolution, die den russischen Überfall verurteilten, lehnte die Resolution im Gesamten jedoch ab, da wesentliche Teile des Textes eine militärische Stärkung der NATO und EU vorsahen. In einer Erklärung kritisierte Demirel, dass die in Folge des Krieges gestiegenen Militärbudgets in den europäischen Mitgliedsstaaten zu einer Normalisierung von Krieg als Mittel der Politik führen würden.
Eine zweite Resolution in Folge des Massakers von Butscha, die ein vollständiges Embargo Russlands im Energiesektor festschrieb und mehr Waffenlieferungen der EU-Staaten an die Ukraine forderte, lehnte Demirel ebenfalls mit der Begründung ab, die Sanktionen seien vorwiegend Symbolpolitik und träfen vor allem die russische und europäische Bevölkerung durch Preissteigerungen, nicht aber den Machtapparat Putins.